# دانشگاه دولتی علوم پرورشی موزیر
دانشگاه دولتی علوم پرورشی موزیر (به لاتین: Mozyr State Pedagogical University) یک دانشگاه در بلاروس است که در مازیر واقع شده‌است.